# Gabriel Tchalik
Gabriel Tchalik (né en 1989) est un violoniste français.

## Biographie
Gabriel Tchalik naît en France, dans une famille franco-russe et commence le violon à neuf ans. Après sa médaille au Conservatoire de Versailles en 2007, il décide de ne pas suivre de parcours institutionnel dans un conservatoire supérieur, mais surtout avec Alexandre Brussilovsky avec lequel il travaille plusieurs années et divers artistes, notamment Jan Talich, Christian Tetzlaff et Victor Pikaisen. En outre, il se consacre à l'étude de philosophie à la Sorbonne.
Depuis 2013, il joue en formation de chambre au sein du Quatuor Tchalik, qui étudie avec Günter Pichler (du Quatuor Alban Berg) depuis 2016 à l'école supérieure de musique Reine-Sophie en Espagne. En janvier 2018, l'ensemble a remporté deux prix (premier prix et prix spécial), pour la meilleure interprétation d'un quatuor de Mozart au Concours international Mozart de Salzbourg.
En 2013, il enregistre son premier disque pour le label Evidence Classics.
Son frère est le pianiste Dania Tchalik.

## Prix
- 2003 : 1er Prix du concours Islam Petrella, Albanie[1]
- 2009 : 1er Prix du premier concours international Yuri Yankelevitch, Russie.

## Discographie
- Locatelli, 24 Caprices, op. 3 - Gabriel Tchalik, violon (mars/mai 2013, Evidence Classics EVCD002)[4] (OCLC 999746028) — première mondiale.
- Tichtchenko, Œuvres pour violon - Gabriel Tchalik, violon ; Dania Tchalik, piano (avril 2015, Evidence Classics EVCD013)[5] (OCLC 944257933) — première mondiale de l'intégrale.
- Europe 1920 : Sonates pour violon : Ottorino Respighi, Leoš Janáček, Boris Liatochinski et Ravel (1-3 janvier 2016, Evidence Classics EVCD024) (OCLC 993096510)
- Le Violon de Proust : César Franck, Camille Saint-Saëns et Reynaldo Hahn (Evidence Classics)[6],[7].